# Juncaria
Juncaria é um gênero de traça pertencente à família Arctiidae.